# أيه إم بي لميتد
أيه إم بي (AMP) هي شركة خدمات مالية في أستراليا ونيوزيلندا تقدم منتجات التقاعد والاستثمارات، والاستشارات المالية والمنتجات المصرفية بما في ذلك قروض المنازل وحسابات التوفير. مقرها الرئيسي في سيدني، أستراليا.
تشكل جمعية الادخار المشتركة الأسترالية في عام 1849 كشركة غير ربحية للتأمين على الحياة ومجتمع مشترك. في عام 1998، وكان ذلك التحويل في أستراليا إلى شركة مساهمة عامة، أيه إم بي المحدودة، والمدرجة في أستراليا والبورصات نيوزيلندا.
تمتلك أيه إم بي واحدة من أكبر سجلات المساهمين في أستراليا، حيث يعيش معظم المساهمين في أستراليا ونيوزيلندا. هذا لأنه عندما تم تغيير المجتمع، حصل جميع حاملي السياسات على أسهم في الشركة الجديدة. في عام 2003، فصلت الشركة عملياتها في المملكة المتحدة، وأنشأت مجموعة هندرسون.
في 20 أبريل 2018، استقال كريج ميلر من منصبه كرئيس تنفيذي بعد أن تم الكشف في اللجنة الملكية عن سوء السلوك في قطاع الخدمات المصرفية والتقاعد والخدمات المالية أن أيه إم بي فرضت رسومًا على العملاء للحصول على المشورة المالية التي لم يتم تقديمها، وضللت لجنة الأوراق المالية والاستثمارات الأسترالية في العديد من مناسبات. تم تجريد أكثر من مليار دولار من القيمة السوقية من أسهم أيه إم بي مع الكشف عن أخبار إخفاقات الشركة أمام الهيئة الملكية. في أعقاب الكشف عن اللجنة الملكية المصرفية واستقالته من أيه إم بي، استقال ميلر من منصب مستشار الخدمات المالية لحكومة Turnbull.
عين مجلس إدارة أيه إم بي؛ فرانشيسو دي فيراري في منصب الرئيس التنفيذي لشركة أيه إم بي المحدودة في 1 ديسمبر 2018. في 25 مارس 2021، أُعلن أن دي فيراري سيستقيل.

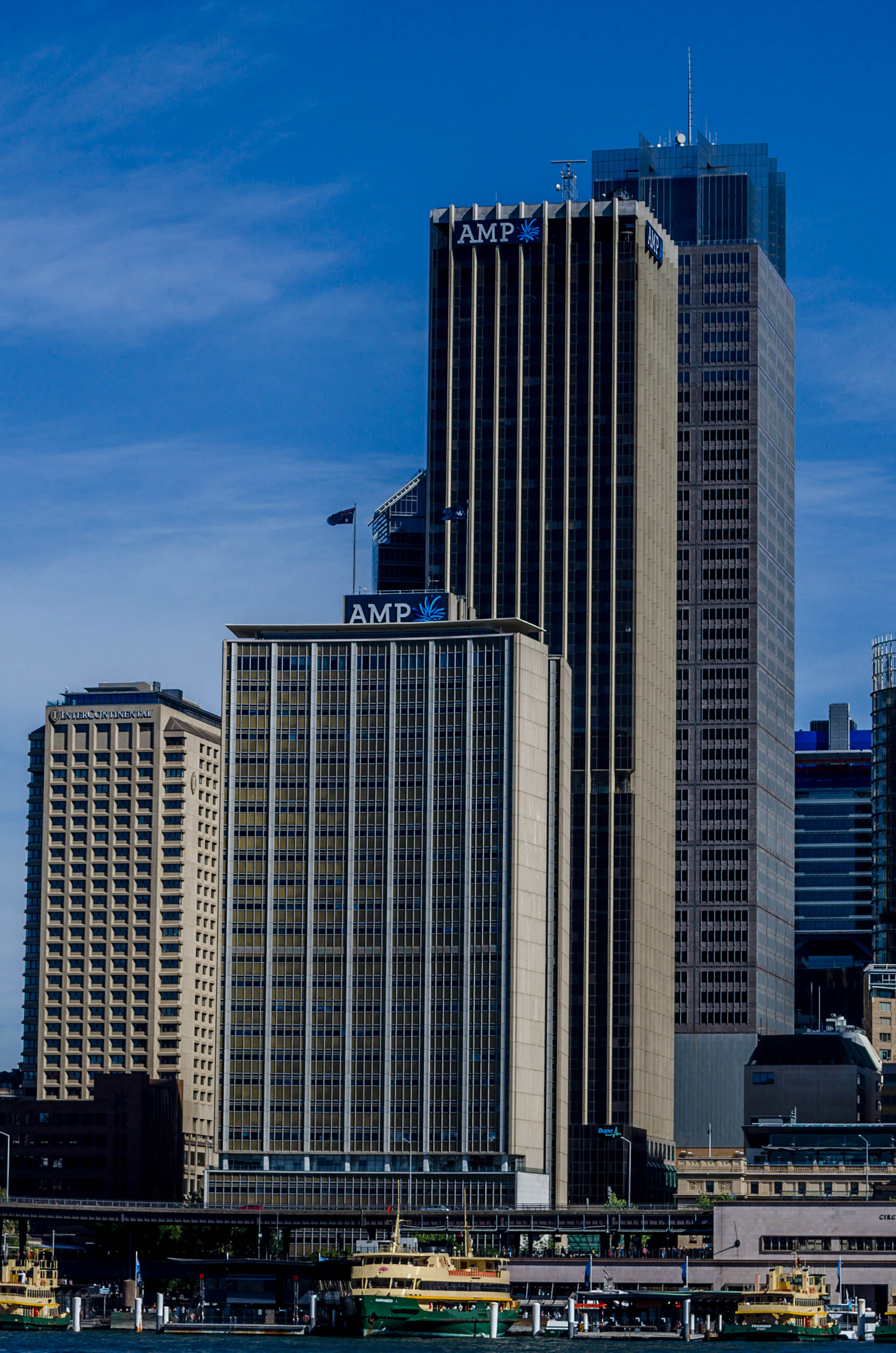
مبنى أيه إم بي ومركز أيه إم بي ، سيدني

## روابط خارجية
- الموقع الرسمي
- الموقع الرسمي
- قالب:PM20